# Giovani Calciatori Biaschesi
 (avril 2012).
Si vous disposez d'ouvrages ou d'articles de référence ou si vous connaissez des sites web de qualité traitant du thème abordé ici, merci de compléter l'article en donnant les références utiles à sa vérifiabilité et en les liant à la section « Notes et références ».
Dernière mise à jour : 13 mai 2022.
Le Giovani Calciatori Biaschesi, également connu sous le nom de GC Biaschesi, est un club de football de Suisse, fondé en 1941 et basé à Biasca.
Il évolue, lors de la saison 2021-2022, en 3e ligue (septième division). Ses couleurs sont le bleu ciel et le blanc.
L'équipe principale joue au Centro Sportivo al Vallone, un stade de 2850 places dont 350 assises.
Au terme de la saison 2001-2002, il termine premier du groupe 4 de deuxième Ligue interrégionale et monte en 1re ligue.
Lors de la saison 2007-2008, il atteint le tour final de promotion pour la Challenge League après avoir terminé deuxième de son groupe durant la saison régulière, mais est éliminé par le Stade Nyonnais.

## Parcours
- ???? - 2002 : 2e ligue interrégionale
- 2002 - 20?? : 1re ligue

## Bilan saison par saison
| Saison  | Champ                   | Cl  | Pts | J  | G  | N | P  | Bp | Bc | Diff | Coupe de Suisse     | Coupe d'Europe | Autres compétitions | M. buteur | B | Entraîneur | Aff |
|         |                         |     |     |    |    |   |    |    |    |      |                     |                |                     |           |   |            |     |
| ------- | ----------------------- | --- | --- | -- | -- | - | -- | -- | -- | ---- | ------------------- | -------------- | ------------------- | --------- | - | ---------- | --- |
| 2000-01 | 2e Ligue interrégionale | 8e  | 25  | 22 | 8  | 1 | 13 | 33 | 42 | -9   | Huitièmes de finale |                |                     |           |   |            |     |
| 2001-02 | 2e Ligue interrégionale | 1er | 46  | 22 | 14 | 4 | 4  | 49 | 23 | 26   | 1er tour            |                |                     |           |   |            |     |
| 2002-03 | 1re ligue               | 7e  | 45  | 30 | 12 | 9 | 9  | 40 | 36 | 4    | 3e tour             |                |                     |           |   |            |     |
| Saison  | Champ                   | Cl  | Pts | J  | G  | N | P  | Bp | Bc | Diff | Coupe de Suisse     | Coupe d'Europe | Autres compétitions | M. buteur | B | Entraîneur | Aff |

Champ = championnat ; Cl = classement ; Pts = points ; J = joués ; G = gagnés ; N = nuls ; P = perdus ; Bp = buts pour ; Bc = buts contre ; Diff = différence de buts

C1 = Ligue des champions (depuis 1992, Coupe des clubs champions de 1955 à 1992) ; C2 = Coupe des coupes (de 1961 à 1999) ; C3 = Ligue Europa (depuis 2009, Coupe UEFA de 1971 à 2009, Coupe des villes de foires de 1955 à 1971) ; C4 = Ligue Conférence (depuis 2024, Ligue Europa Conférence de 2021 à 2024) ; CI = Coupe Intertoto (de 1995 à 2008)

M. buteur = meilleur buteur en championnat; B = buts marqués par le meilleur buteur en championnat; Aff = affluence moyenne en championnat
champion, vainqueur ou meilleur buteurvice-champion ou finalistepromubarrage de promotionreléguébarrage de relégation